# Andy Bean
Andy Bean (Chicago, 7 oktober 1984) is een Amerikaanse acteur.
Bean groeide op in Chicago en was al vroeg geïnteresseerd in acteren. In 2007 maakte hij zijn filmdebuut in de korte film Neptunus Rex. Hij is bekend om zijn rollen als Alec Holland in de horrorserie Swamp Thing van DC Universe, Greg Knox in de misdaadserie Power, Henry Bergen in de dramaserie Here and Now en als de volwassen Stanley Uris in de horrorfilm It Chapter Two uit 2019, een vervolg op It uit 2017, gebaseerd op de gelijknamige roman uit 1986 van Stephen King.
Bean trouwde in 2014 met Lizzy Loeb. Hun eerste kind, Penelope Cuesta-Loeb Bean werd geboren op 17 november 2019.

## Prijzen en nominaties
| Jaar | Prijs               | Categorie          | Werk           | Uitslag  |
| ---- | ------------------- | ------------------ | -------------- | -------- |
| 2019 | The BAM Awards      | Best Cast          | It Chapter Two | Gewonnen |
| 2019 | Fright Meter Awards | Best Ensemble Cast | It Chapter Two | Gewonnen |